# Zálesie (powiat Kieżmark)
Zálesie (węg. Gibely, niem. Giebel) – wieś (obec) w północnej Słowacji leżąca w powiecie Kieżmark, w kraju preszowskim. Pierwsza pisemna wzmianka o wsi pochodzi z 1520 roku.

## Kultura
We wsi jest używana gwara spiska, zaliczana przez polskich językoznawców jako gwara dialektu małopolskiego języka polskiego, przez słowackich zaś jako gwara przejściowa polsko-słowacka.